# Hibagon
O Hibagon(ヒバゴン) ou Hinagon(ヒナゴン) é uma criatura lendária japonesa equivalente ao Pé-grande ou o Yeti.
Segundo a lenda, seria uma criatura preta (como um gorila), com mãos e pés brancos e 1,5 metro de altura. Viveria nas montanhas e áreas florestadas do Japão.